# Сурков (озеро)
Сурков (укр. Сурков) — озеро на гирле Мурза в дельте реки Дунай, расположенный на востоке Килийского района (Одесская область). Тип общей минерализации — пресное. Группа гидрологического режима — сточное.

## География
Ближайший населённый пункт — село Мирное, расположенное севернее лимана.
Сурков расположено в дельте Дуная на территории Стенсовских (Стенсовско-Жебриянских) плавней, которыми и отделен от Чёрного моря и каналом Дунай—Сасик. Лиман Грабовский и озёра Сурков, Кругленькое, Поля образовывают единый водный комплекс на гирле Мурза при впадении реки Нерушай. Данный комплекс ограничен гидротехническими сооружениями (дамбами со всех сторон, кроме южной). Параметры водоёма переменные и зависят от водного режима гирла Мурза и реки Нерушай и их сезонных колебаний. Берега пологие и представлены обильной прибрежно-водной растительностью.

## Хозяйственное значения
Входит в состав Дунайского биосферного заповедника (природный комплекс Стенсовско-Жебриянские плавни — зона регулируемого заповедного режима), созданного в 1998 году с общей площадью 50252,9 га.
Является местом гнездования водных и околоводных птиц. Из-за антропогенного влияния (строительство комплекса дамб и канала Дунай—Сасик) природный комплекс и водоёмы сильно деградированные.

## Топографическая карта
- Лист карты L-35-95 Килия. Масштаб: 1 : 100 000. Состояние местности на 1974 год. Издание 1984 г.